# Steveniella satyrioides
Steveniella satyrioides är en orkidéart som först beskrevs av Spreng., och fick sitt nu gällande namn av Rudolf Schlechter. Steveniella satyrioides ingår i släktet Steveniella och familjen orkidéer. Inga underarter finns listade i Catalogue of Life.

## Bildgalleri

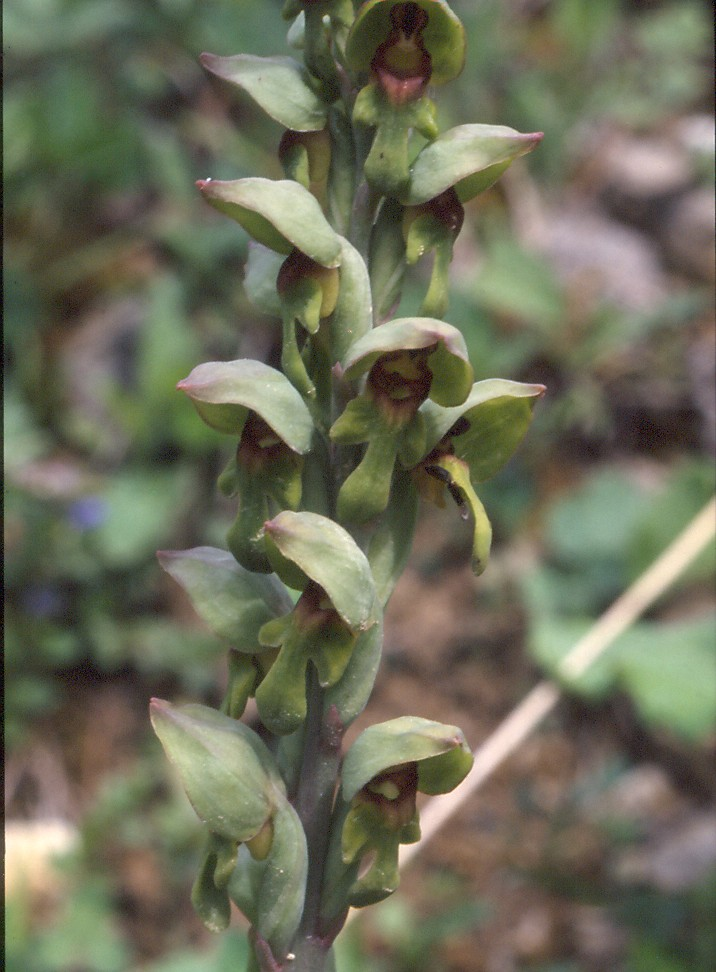
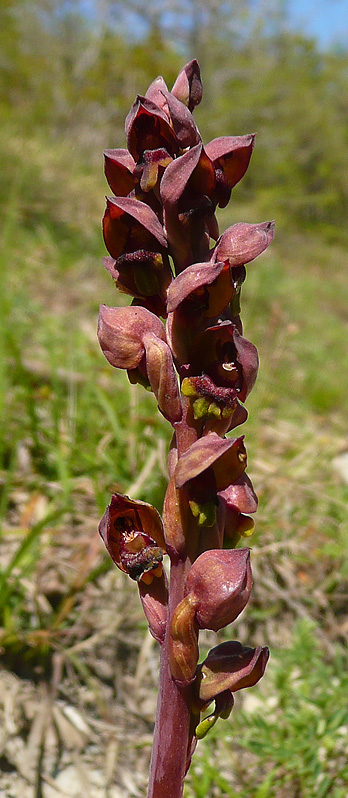
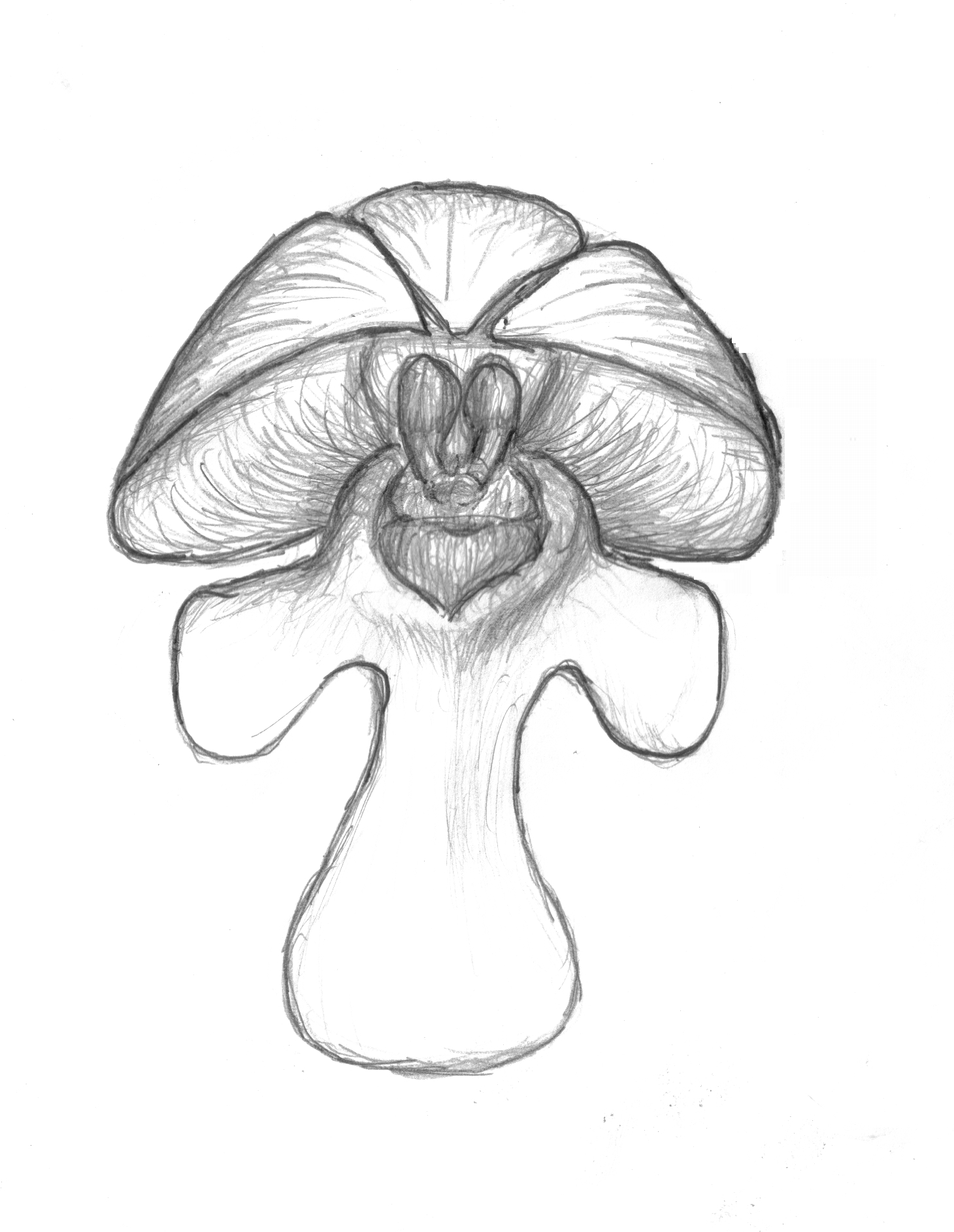
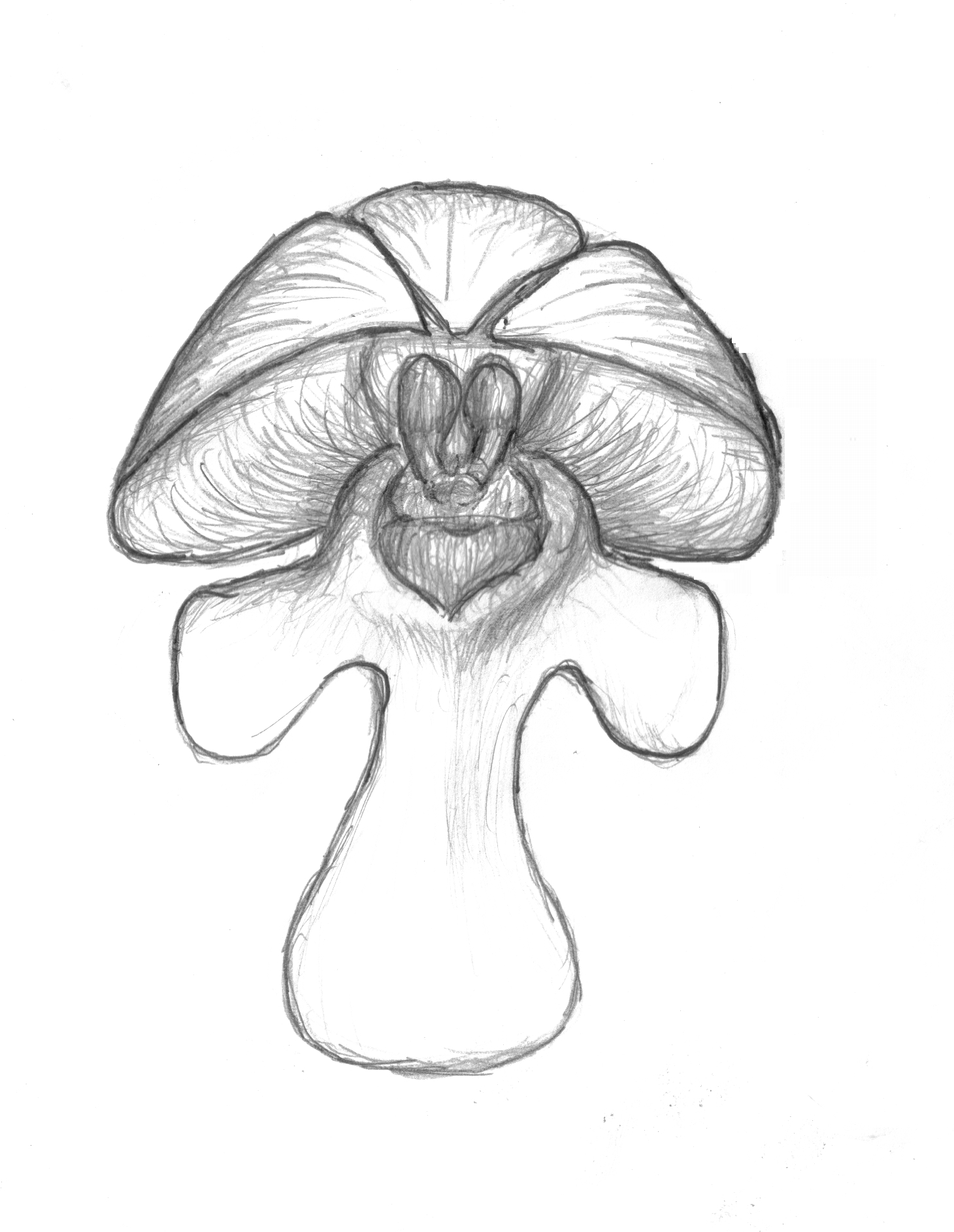